# وايام
وايام (بالإنجليزية: Whigham, Georgia)‏ هي مدينة تقع في مقاطعة غرادي، جورجيا بولاية جورجيا في الولايات المتحدة. تبلغ مساحة هذه المدينة 3.1 (كم²)، وترتفع عن سطح البحر 86 م، بلغ عدد سكانها 631 نسمة في عام 2010 حسب إحصاء مكتب تعداد الولايات المتحدة.

## وصلات خارجية
- Cities & Counties - Georgia.gov